# Japońskie noże kuchenne

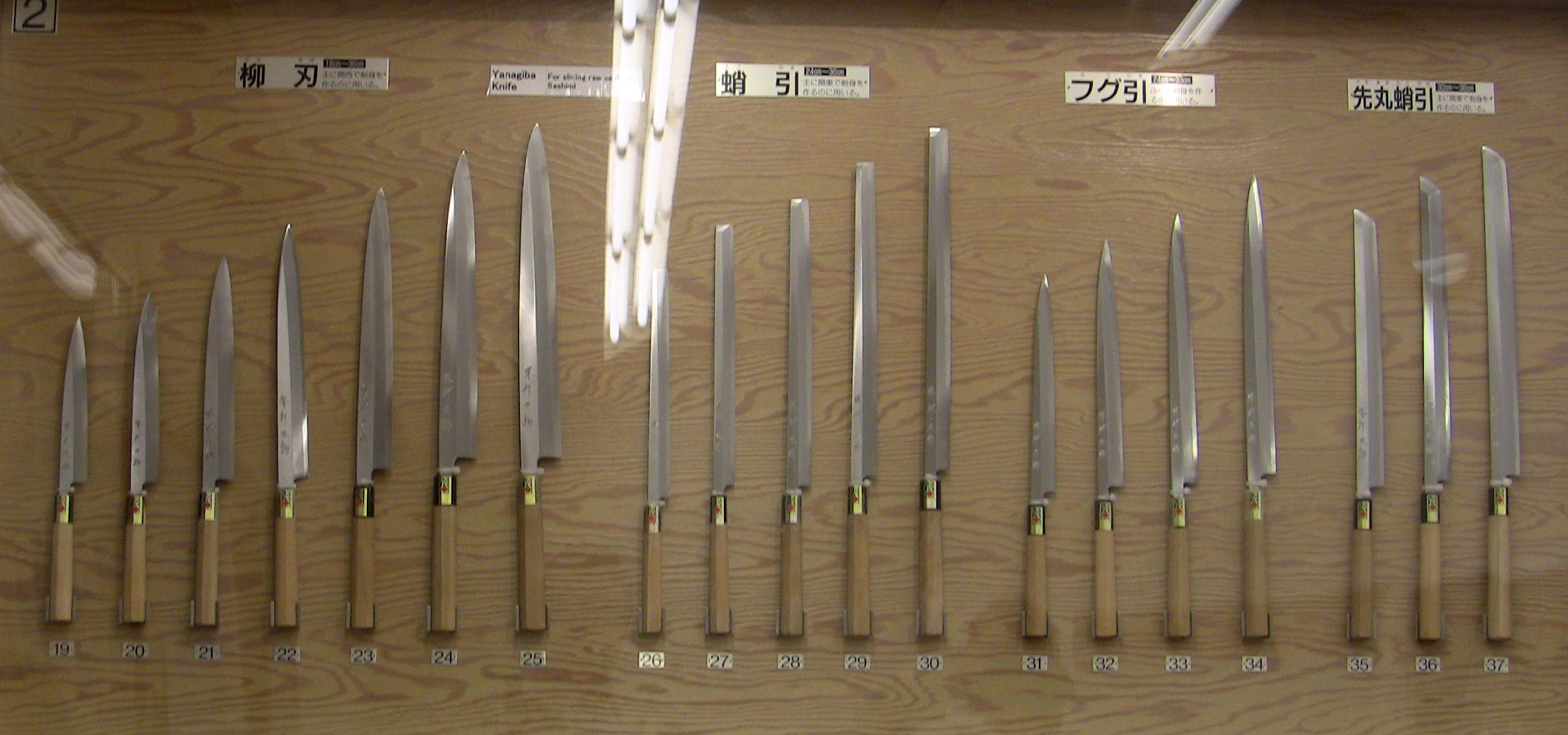
Japońskie noże kuchenne

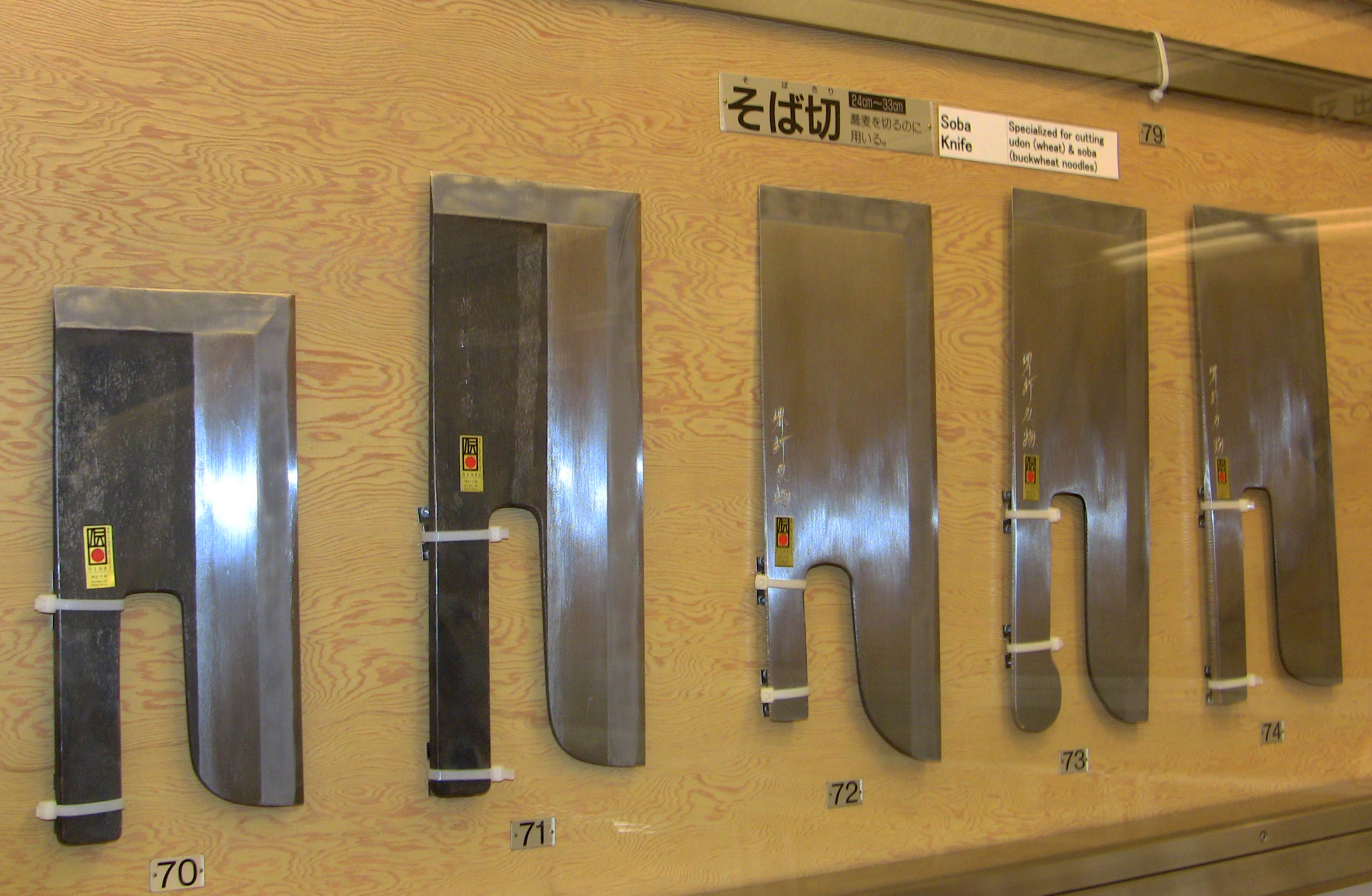
Noże do krojenia makaronu soba

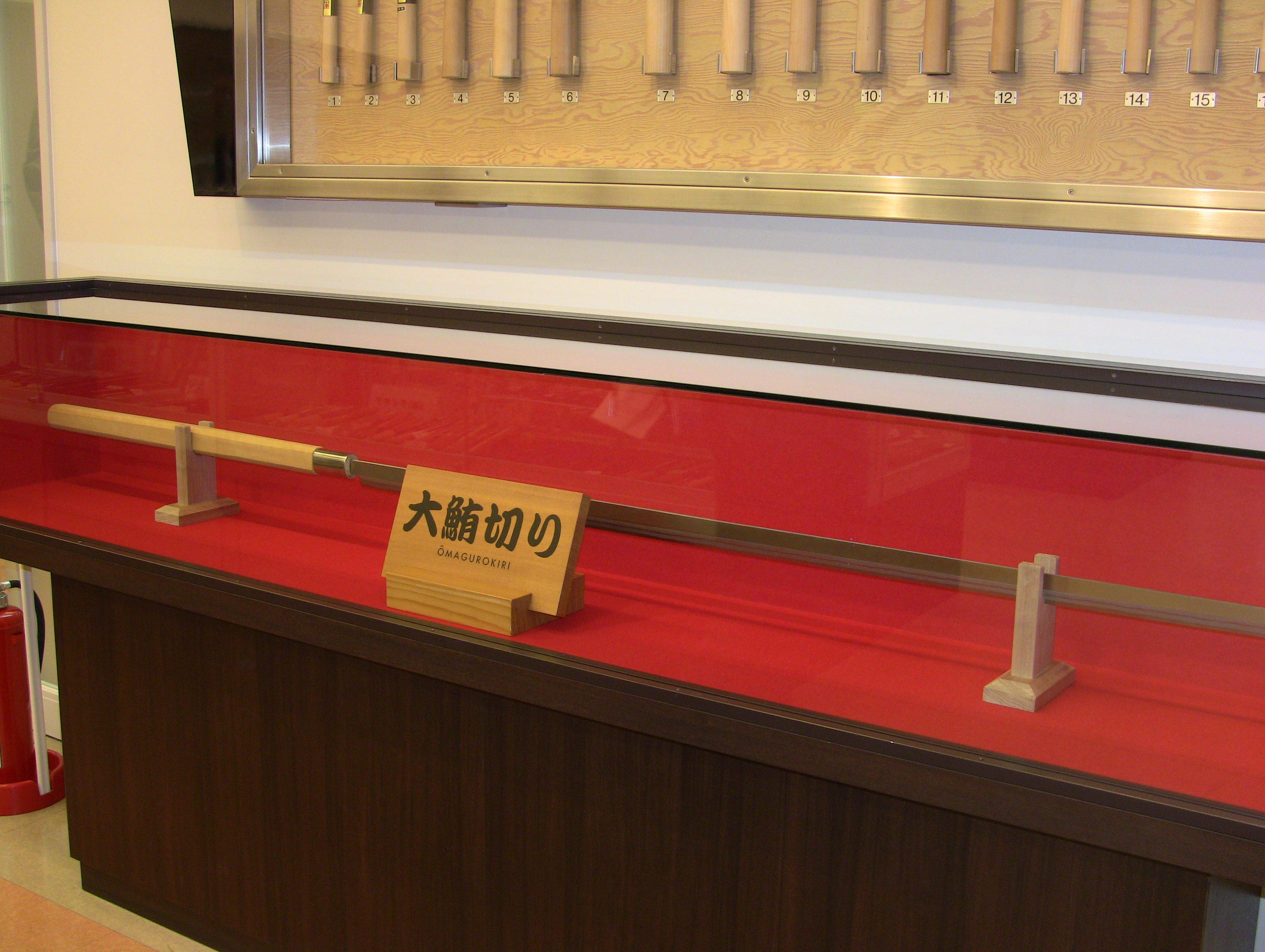
Nóż do filetowania tuńczyka – ō-maguro-kiri

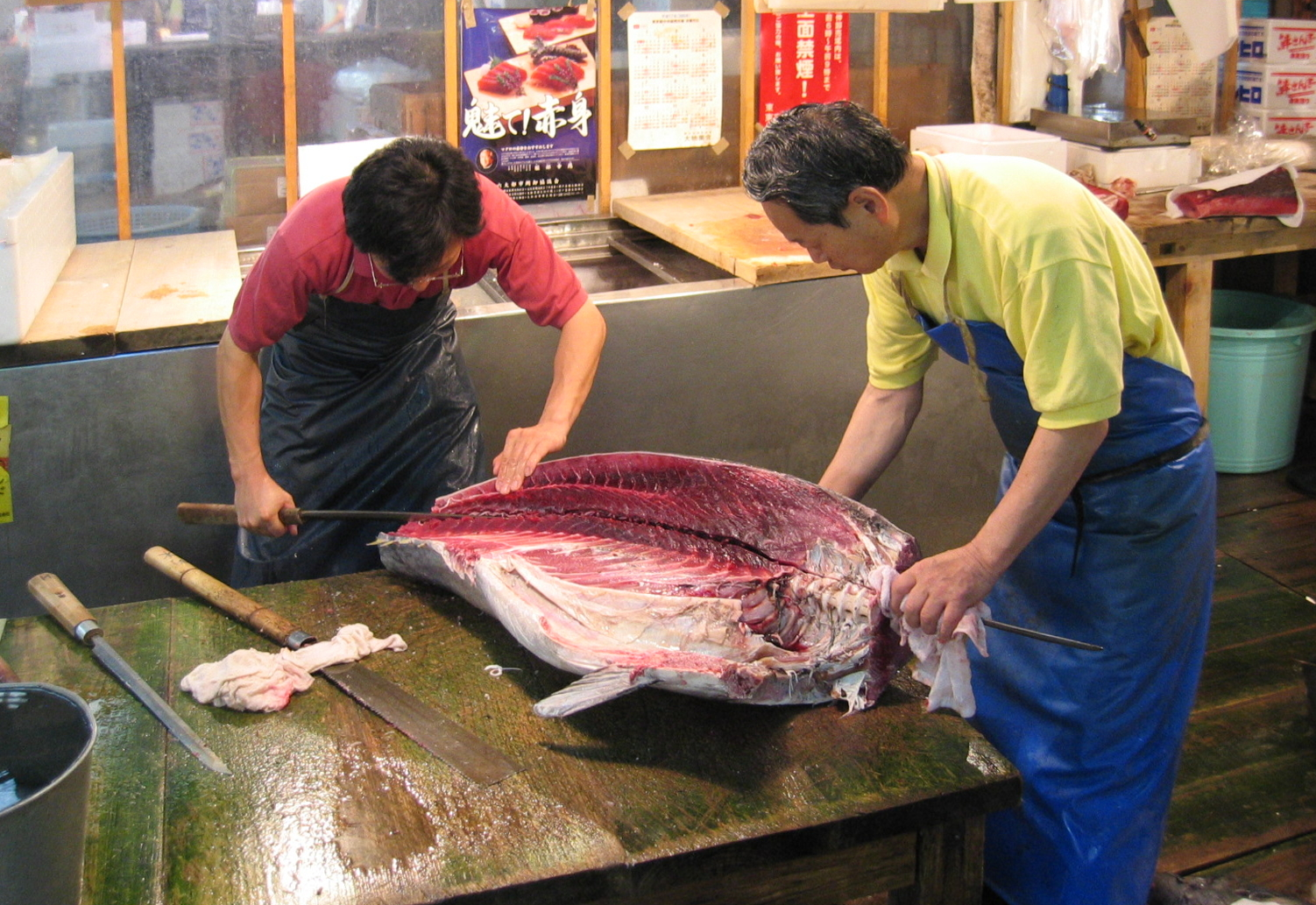
Krojenie tuńczyka na hurtowym targu rybnym Tsukiji w Tokio przy pomocy maguro-kiri-bōchō

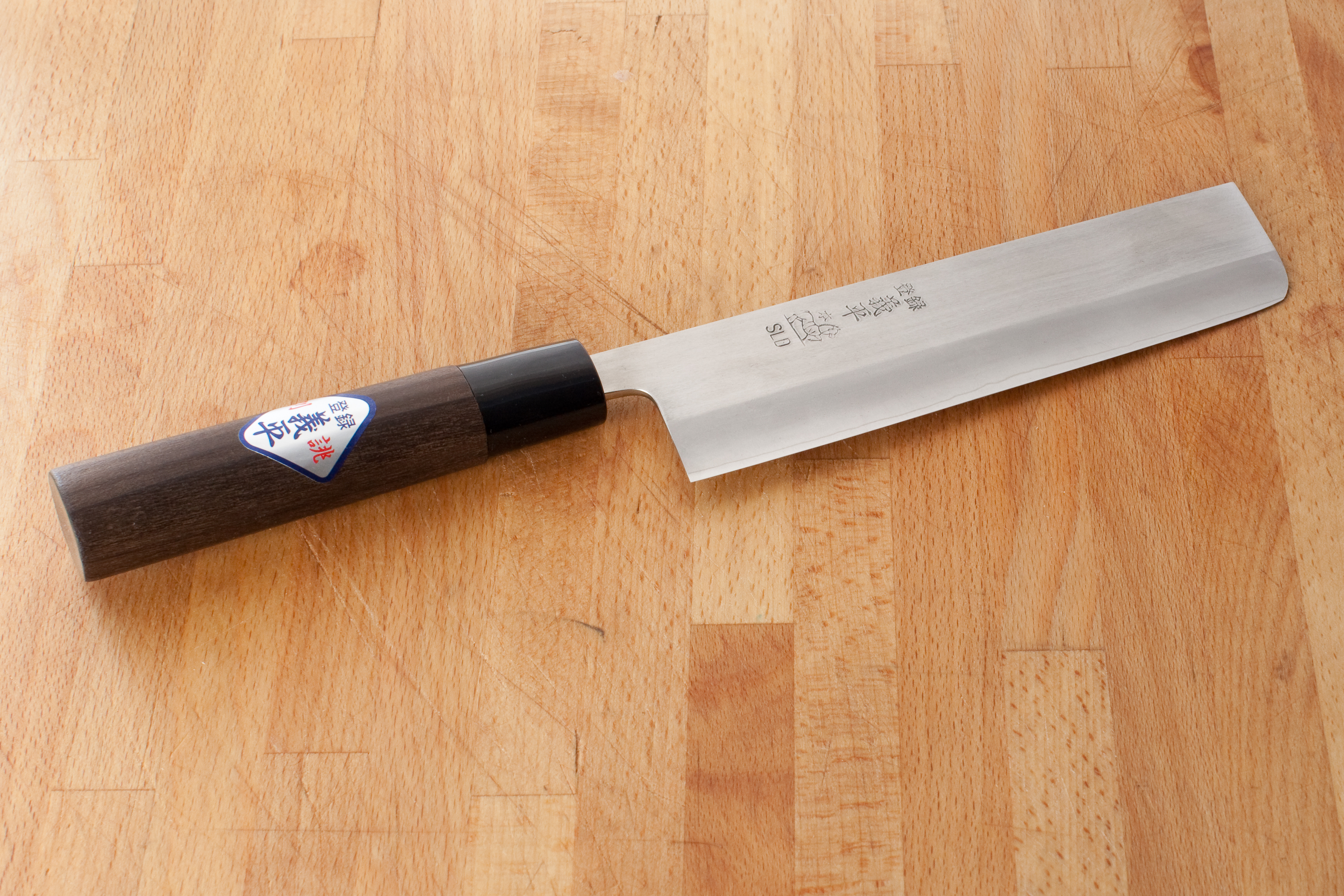
Nóż usuba, do krojenia warzyw oraz ich obierania i bardzo cienkiego, jak przeźroczysty papier, skrawania wokół osi, np. daikonu, technika katsuramuki

Japońskie noże kuchenne (jap. 包丁 hōchō) – ogólna nazwa japońskich noży kuchennych wielu rodzajów.

## Historia

### Sakai
Bardzo wysokiej jakości japońskie noże pochodzą z miasta Sakai w prefekturze Osaka, od XIV wieku stolicy produkcji mieczy samurajskich. Po restauracji Meiji, w ramach modernizacji Japonii, noszenie mieczy przez samurajów zostało zakazane. Chociaż pozostało zapotrzebowanie na miecze wojskowe i niektórzy zbrojmistrze nadal produkowali tradycyjne miecze jako dzieła sztuki, większość z nich skoncentrowała swoje umiejętności na produkcji noży. Produkcja kuchennych noży oraz pokrewnych produktów jest nadal głównym przemysłem w Sakai – przy użyciu zarówno nowoczesnych maszyn, jak i tradycyjnych narzędzi ręcznych, wykonywane są nierdzewne ostrza ze stali węglowej.
Produkcja noży stalowych w Sakai rozpoczęła się w XVI wieku, kiedy w Japonii pojawił się tytoń sprowadzony przez Portugalczyków. Wówczas to rzemieślnicy z Sakai zaczęli robić noże do jego cięcia. Produkcja noży w Sakai otrzymała duże wsparcie od siogunatu Tokugawa (1603–1868), który udzielił Sakai aprobaty, zwiększając tym reputację jakości produkowanych tam noży i przyznając ich producentom rodzaj monopolu.

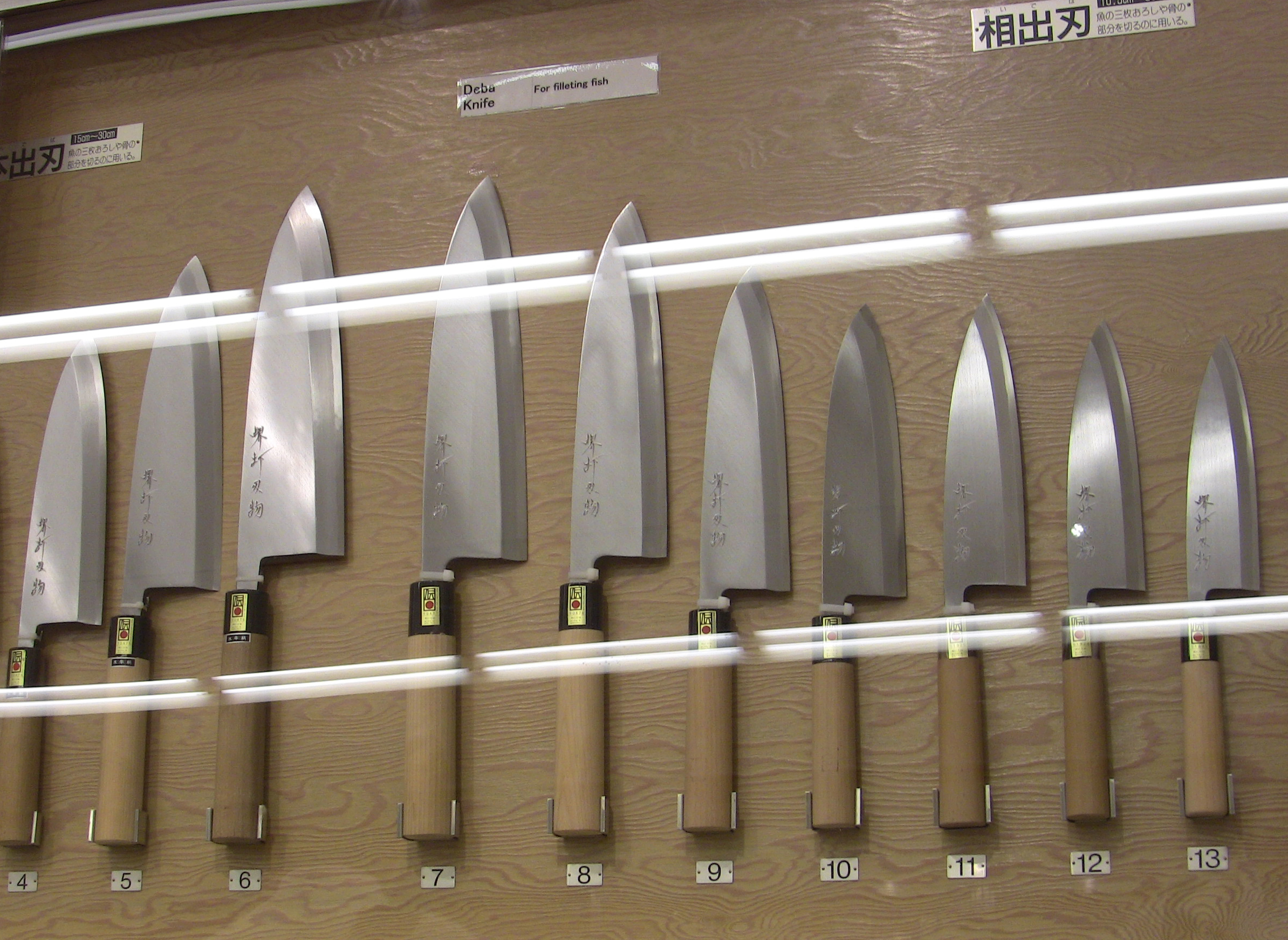
Deba-bōchō

W okresie Edo (1603–1867), a dokładniej w okresie Genroku (1688–1704), najpierw były produkowane noże deba-bōchō, do których dołączyły noże innych typów.

### Seki
Miasto Seki w prefekturze Gifu jest dziś firm produkujących noże kuchenne w tradycyjnym stylu japońskim, jak i zachodnim, takich jak gyūtō (pierwotnie używany głównie do krojenia wołowiny, dziś ogólnego zastosowania, zwany także „nożem francuskim” lub „nożem szefa kuchni”) i santoku-bōchō („nóż trzech cnót”, służy bowiem do krojenia warzyw, mięsa i ryb, uniwersalny nóż kuchenny stosowany w japońskich domach).
Noże i miecze są do tego stopnia związane z miastem, że działa w nim Seki Cutlery Association oraz Seki Traditional Swordsmith Museum (jap. Seki Kaji Denshōkan. Ponadto, co roku (od 1967 r.) odbywa się tam October Cutlery Festival (jap. Seki-shi Hamono Matsuri), w ramach którego odbywają się imprezy i pokazy, jak np. Seki Outdoor Knife Show, gdzie turyści mogą zobaczyć i zakupić noże.

## Konstrukcja i filozofia

Tradycyjny japoński nóż kuchenny: (b) szlif z obydwu stron, (a) i (c) tylko z jednej strony, gdzie (a) jest dla praworęcznego użytku, a (c) jest do użytku leworęcznego

Odmiennie niż w nożach zachodnich, japońskie mają często jednostronny szlif, to znaczy, że są ostrzone tylko z jednej strony głowni. Jak pokazano na rysunku, niektóre japońskie noże mają szlif z obydwu stron, a niektóre mają szlif tylko z jednej strony – z drugiej strony ostrza są płaskie. Pierwotnie wierzono, że ostrze z jednostronnym szlifem jest lepsze i pozwala na czystsze cięcia, choć wymaga więcej umiejętności niż ostrze szlifowane z obydwu stron. Zazwyczaj szlif jest po prawej stronie głowni, jako że większość ludzi używa noża, posługując się prawą ręką. Stosunek liczby produkowanych noży prawo / leworęcznych ma się, jak 70:30 w przypadku średniej klasy noży dla szefa kuchni, do 90:10 w przypadku profesjonalnych noży do sushi. Modele leworęczne są rzadkie i wykonywane są na zamówienie.
Od końca II wojny światowej, dwustronnie szlifowane ostrze noże w stylu zachodnim stały się bardziej popularne w Japonii, przykładem jest tu santoku, adaptacja gyūtō, noża szefa kuchni francuskiej. Chociaż te noże są zwykle szlifowane i ostrzone z obydwu stron, ich ostrza są ciągle w stylu japońskim, z ostrym kątem mocno utwardzonej krawędzi tnącej dla zwiększenia zdolności cięcia.
Santoku-bōchō to nóż ogólnego przeznaczenia stosowany do ryb, mięsa i warzyw, o profilu głowni typu sheepsfoot. Ostrze głowni jest lekko łukowate lub całkowicie proste, nie posiadające brzucha. Grzbiet wypukły, szybko opadający. Brak agresywnego pióra sprawia, iż w przypadku głowni o tym profilu ryzyko zranienia czubkiem noża jest znikome.

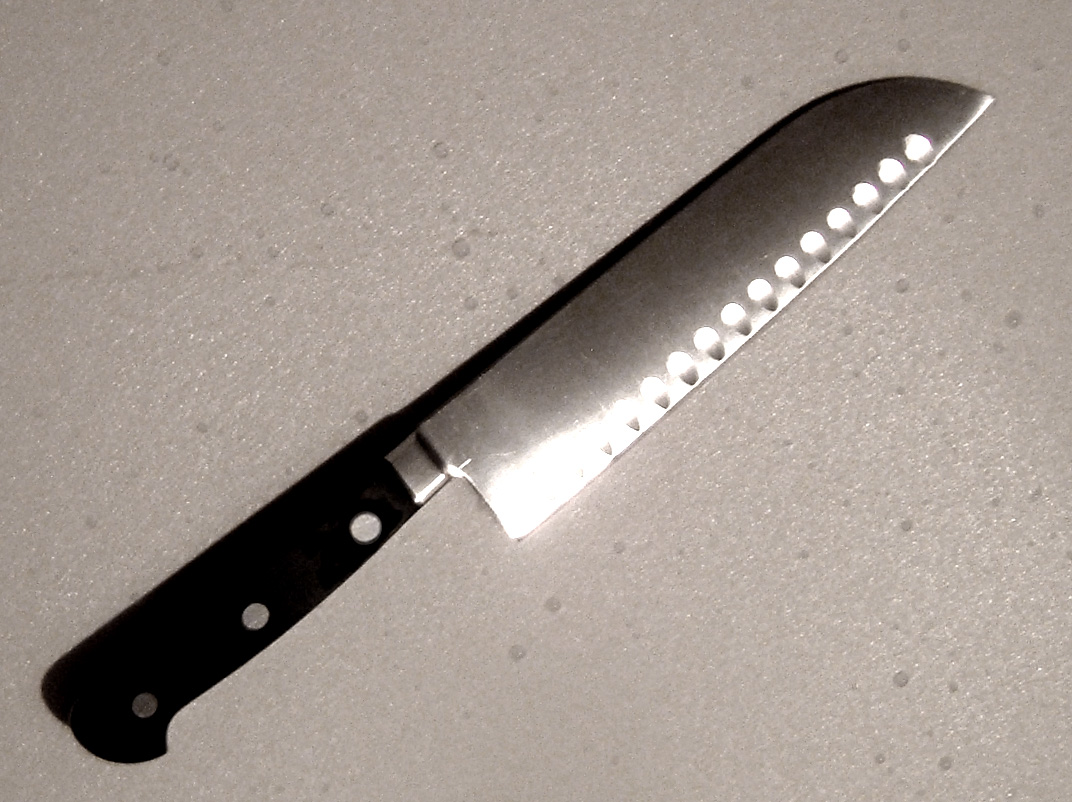
Nóż santoku

Górna krawędź rękojeści santoku tworzy jedną linię z górną krawędzią głowni. Ostrze i rękojeść zostały harmonijnie zaprojektowane poprzez dopasowanie szerokości / wagi ostrza do wagi trzonka i rękojeści noża, dzięki czemu japoński santoku jest uważany za bardzo dobrze wyważony nóż.
Kucharze japońscy mają zwykle osobisty zestaw noży, które nie są używane przez innych kucharzy. Niektórzy z nich mają nawet dwa zestawy używane naprzemiennie co drugi dzień. Po wieczornym ostrzeniu noża ze stali węglowej, użytkownik zazwyczaj pozwala na dzień „odpoczynku” noża, aby przywrócić mu patynę i usunąć metaliczny zapach lub smak, które mogłyby przenieść się na jedzenie.
Wśród japońskich noży pojawiają się również subtelne odmiany szlifu jednostronnego np. tył ostrza jest często wklęsły, w celu zmniejszenia oporu i przyczepności, dzięki czemu jedzenie rozdziela się bardziej czysto (funkcja ta jest znana jako urasuki). Natomiast nóż kanisaki-deba używany do cięcia krabów i innych skorupiaków, ma szlif po przeciwległej stronie (czyli dla osób praworęcznych szlifowana jest lewa strona głowni) dzięki czemu mięso nie jest cięte, gdy kruszona jest skorupa.

## Typy noży
Najczęściej używane w japońskiej kuchni to: deba-bōchō, sashimi-bōchō, santoku-bōchō (nóż uniwersalny), nakiri-bōchō i usuba-bōchō (noże do warzyw) oraz tako-hiki (długi, cienki nóż do sashimi) i yanagiba (nóż kuchenny do sashimi). 
Istnieją dwie klasy metod kucia tradycyjnych japońskich noży: hon'yaki i kasumi. Klasa opiera się na metodzie i materiale stosowanym do kucia noża. Hon'yaki to kute noże wykonane z jednego materiału. Zazwyczaj jest to najwyższej klasy stal (najpopularniejsza to stal tzw. niebieska i stal biała). Kasumi to nóż – podobnie jak tradycyjny miecz japoński katana – wykonany z dwóch materiałów: stali wysokowęglowej (ta sama niebieska lub biała stal, jak w dobrej jakości nożach kasumi) i miękkiego żelaza. Oferuje on „większą wyrozumiałość” i łatwiejsze utrzymanie niż noże hon'yaki, kosztem sztywności – co przez wielu uważane jest za korzystną cechę.
Droższe noże typu zanmai mają podobną jakość, zawierając wewnętrzny rdzeń z twardej i kruchej stali węglowej, z grubą warstwą miękkiej i bardziej plastycznej stali nierdzewnej umieszczonej wokół rdzenia, dzięki czemu twarda stal jest wyeksponowana tylko na krawędzi tnącej. W profesjonalnych japońskich kuchniach krawędź ta pozostaje wolna od korozji, bo noże są ostrzone codziennie.
Są również wysokiej jakości noże kasumi o nazwie hongasumi oraz produkowane w mieście Seki noże z wielowarstwowej stali zwane Kasumi Damascus, których długość utrzymywania się ostrości jest jeszcze dłuższa. Każdy egzemplarz takiego noża ma swój niepowtarzalny rysunek na klindze, powstały na skutek skuwania 33 warstw stali.